# Рошко Володимир Гаврилович
Рошко Володимир Гаврилович (нар. 26 липня 1957) — відомий український зоолог, ентомолог, еколог; випускник та співробітник Ужгородського національного університету, організатор щорічних Ужгородських ентомологічних читань.

## Біографічні деталі
Володимир Рошко народився 1957 року в с. Кальник Мукачівського району. Закінчив Ужгородську СШ № 1 у 1974 р.
Відразу після закінчення школи вступив на біологічний факультет УжНУ, який закінчив з відзнакою у 1979 р. У 1991 р. захистив дисертацію за спеціальністю «Ентомологія» в Інституті зоології АН УРСР. З 1992 р. — завідувач кафедрою ентомології та збереження біорізноманіття. Нагороджений нагрудним знаком «Відмінник освіти України».
З 2011 року — декан біологічного факультету Ужгородського національного університету.

## Наукова і просвітницька діяльність
Володимир Гаврилович Рошко — відомий науковець і педагог. Все життя працює на кафедрі ентомології Ужгородського університету — одній з лише трьох подібних кафедр в Україні. Автор низки спеціальних наукових публікацій з питань дослідження біологічного різноманіття та екологічних проблем, у тому числі: охорона різноманіття, впливи повеней, агроекологія, екологічна освіта тощо.
Дисертація присвячена вивченню видового різноманіття та екології пластинчастовусих жуків. Керівник дисертації — відомий в Україні ентомолог, чл.-кор. НАН України Володимир Долін. Дисертаційне дослідження проведено під егідою Інституту зоології НАН України і захищено 1990 року.
- Рошко В. Г. Фауна и экология пластинчатоусых жуков (Coleoptera, Scarabaeidae) Закарпатья. — Автореф. дис… канд. биол. наук. — К., 1990. — 22 с.

### Ужгородські ентомологічні читання
Є завідувачем кафедри екології УжНУ і організатором щорічних Ужгородських ентомологічних читань.

### керівництво дисертаціями
Є керівником кількох дисертацій, у тому числі:
- Сікура Олександр Адальбертович. Американський білий метелик (Hyphantria cunea Drudy) та фактори обмеження його чисельності в Закарпатті: Автореф. дис… канд. с.-г. наук: 16.00.10 / Національний аграрний ун-т. — К., 2005.
- Бокотей Олександр Миколайович. Особливості екології диких бджолиних (hymenoptera, apoidea) Українських Карпат. 03.00.16 — екологія. АВТОРЕФЕРАТ дисертації на здобуття наукового ступеня кандидата сільськогосподарських наук. Київ — 2005
- Мірутенко Владислав Валентинович. Твердокрилі родин Malachiidae та Dasytidae (Insecta, Coleoptera) Українських Карпат і Закарпатської низовини: Автореферат дисертації …. канд. біол. наук. — К.: Ін-т зоології ім. І. І. Шмальгаузена НАН України, 2010. — 20 с.
- також дисертація Е. Туриса.

### визнання

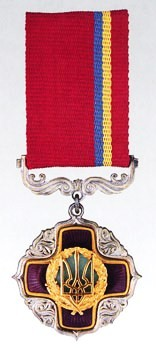
Орден «За заслуги» ІІІ ступеня

У травні 2013 року Володимира Рошка Указом Президента України нагороджено орденом «За заслуги» ІІІ ступеня: «За вагомий особистий внесок у розвиток вітчизняної науки, зміцнення науково-технічного потенціалу України, багаторічну сумлінну працю, високий професіоналізм та з нагоди Дня науки».

## Публікації
Володимир Рошко є автором понад 100 наукових і науково-методичних праць, низки розробок з питань тестування студентів та абітурієнтів.

### Монографічні видання, підручники
- Сергиенко М. И., Загайкевич И. К., Рошко В. Г. и др. Почвенные членистоногие Украинских Карпат. — Киев: Наукова думка, 1988. — 244 с.
- Примак І. Д., Вахній С. П., Бомба М. Я., Тимощук О. С., Гудзь В. П., Рошко В. Г. та інші Ерозія і дефляція ґрунтів та заходи боротьби з ними (навч. посібник). — Біла Церква: вид-во БДАУ, 2001. — 392 с.
- Примак І. Д., Рошко В. Г., Гудзь В. П., Демидась Д. І., Танчик С. П., Мартинюк І. В., Бомба М. Я. та ін. Механічний обробіток ґрунту в землеробстві (навч. посібник). — Біла Церква: вид-во БДАУ, 2002. — 320 с.
- Примак І. Д., Рошко В. Г., Демидась Г. І., Гудзь В. П., Каленська С. М., Мартинюк І. В., Вергунова І. М. та ін. Раціональні сівозміни в сучасному землеробстві (навч. посібник). — Біла Церква: вид-во БДАУ, 2003. — 384 с.
- Примак І. Д., Вергунов В. А., Рошко В. Г., Мудрук О. С. та ін. Системи землеробства: історія їх розвитку і наукові основи (підручник МОНУ). — Біла Церква: вид-во БДАУ, 2004. — 528 с.
- Примак І. Д., Вергунов В. А., Рошко В. Г., Купчик В. І., Демидась Г. І., Печенюк В. І., Козяр О. М. Наукові основи землеробства (підручник МОНУ). — Біла Церква: вид-во БДАУ, 2005. — 408 с.
- Рошко В. Г., Різак В. М. Повінь — явище природне (що кожен повинен знати про повені). — Ужгород: Мистецька лінія, 2005. — 60 с.
- Rosko V.H., Rizak V.M. Az arviz — termeszeti jelenseg (amit az arvizrol mindenkinek tudnia kell). — Ужгород: Мистецька лінія, 2005. — 59 с.
- Примак І. Д., Вергунов В. А., Ковбасюк П. У., Андрієнко В. В., Іваніна В. В., Лі М., Метьюз Г., Ткачук В. М., Рошко В. Г., Гамалій І. П., Примак О. І. Несприятливі метеорологічні умови в землеробстві: захист від них культурних рослин (навчальний посібник МОНУ). — К.: Кондор, 2006. — 314 с.
- Примак І. Д., Вергунов В. А., Рошко В. Г., Гамалій І. П., Польовий А. М., Гудзь В. П. Тлумачний словник із сільськогосподарської метеорології (навчальний посібник МОНУ). — Біла Церква: вид-во БДАУ, 2007. — 308 с.
- Рошко В. Г., Ловас П. С., Чумак В. О., Мірутенко В. В., Мателешко О. Ю., Демчинська М. І. Медична біологія. Основи цитології. — Ужгород: Говерла, 2007. — 193 с.
- Рошко В. Г., Ловас П. С., Чумак В. О., Мірутенко В. В., Мателешко О. Ю., Демчинська М. І. Медична біологія. Генетика людини і онтогенез. — Ужгород: Говерла, 2007. — 252 с.
- Рошко В. Г., Ловас П. С., Чумак В. О., Мірутенко В. В., Мателешко О. Ю., Демчинська М. І. Медична біологія. Паразитологія з основами антропогенезу та екології людини. — Ужгород: Говерла, 2007. — 237 с.
- Примак І. Д., Косолап М. П., Рошко В. Г., Мазуркевич І. В. Визначник сходів і насіння бур'янів (навчальний посібник МАПУ) — К: КВІЦ, 2008. — 150 с.
- Рошко В. Г., Ловас П. С., Мірутенко В. В. Медична біологія з основами генетики. Частина 1. — Ужгород: Говерла, 2009. — 276 с.
- Рошко В. Г., Ловас П. С., Мірутенко В. В. Медична біологія з основами генетики. Частина 2. — Ужгород: Говерла, 2009. — 200 с.

### Наукові статті
- Рошко В. Г. До вивчення екологічних особливостей личинок-фітофагів пластинчатовусих жуків Закарпаття // Тези доповідей науково-практичної конференції молодих вчених і спеціалістів Закарпатської обл. — Ужгород, 1980. — С. 130—131.
- Рошко В. Г. Экология западного майского хруща в условиях Закарпатья и меры борьбы с ним // Рекомендации по охране природы Карпат. — Ужгород, 1982. — С. 143—144.
- Рошко В. Г. Хрущик садовый — вредитель плодовых культур Закарпатья // Рекомендации по выполнению Продовольственной программы СССР в Закарпатской области. — Ужгород, 1984. — С. 166—167.
- Рошко В. Г. Навозник Aphodius alpinus Scop. (Col., Scarabaeidae) характерный вид высокогорья Карпат // Тезисы IX Международного съезда энтомологов. — Киев, 1984. — Т. 2. С. 129.
- Рошко В. Г. Влияние антропических факторов на пластинчатоусых жуков фауны Закарпатья // Тезисы III съезда Украинского энтомологического общества. — Киев, 1987. — С. 168—169.
- Рошко В. Г. Распределение пластинчатоусых жуков в вертикально-растительных поясах Закарпатья и некоторые особенности влияния на них антропогенного фактора // Вопросы охраны и рационального использования, растительного и животного мира Украинских Карпат. — Ужгород, 1988. — С. 99-106.
- Рошко В. Г. Некоторые аспекты биологии пластинчастоусых жуков /Coleoptera, Scarabaeidae/ Украинских Карпат // Экология и таксономия насекомых Украины. Сборник научных трудов. — Киев, 1988. — С. 70-73.
- Рошко В. Г. К вопросу о трофике пластинчастоусых жуков: Тезисы докладов IV конференции молодых ученых. — Ужгород, 1989. — С. 135.
- Загайкевич И. К., Харамбура И., Рошко В. Г. Пластинчастоусые подсемейства Ризотрогины, Афодиины (Coleoptera, Scarabaeidae, Rhizotroginae, Aphoidiinae) // Биосистематическая структура музейных фондов. — Львовский государственный природоведческий музей АН УССР. — Москва, 1989. — С. 83-98. — Деп. в ВИНИТИ, № 1634.
- Рошко В. Г. Зоогеографический анализ пластинчастоусых жуков (Coleoptera, Scarabaeidae) Закарпаття // Материалы Х международного съезда энтомологов. — Ленинград, 1990. — С. 122—123.
- Рошко В. Г., Сагарда В. В. Концепція екологічної освіти майбутнього вчителя біології в умовах університету. // Концепція підготовки педагога в умовах університету та її методичне забезпечення. — Ужгород, 1991. — С. 26-28.
- Понін І. Я., Рошко В. Г. Питання екологічної освіти і виховання студентів університету // Концепція підготовки педагога в умовах університету та її методичне забезпечення. — Ужгород, 1991. — С. 47-49.
- Рошко В. Г., Сагарда В. В. До питання самостійної роботи студентів-біологів у змісті їх педагогічної практики // Самостійна робота студентів: організація, форми і методи контролю. — Ужгород, 1992. — С. 56-58.
- Бокотей І. І., Рошко В. Г. Кафедра ентомології у дослідженні ентомофауни Українських Карпат // Тези доповідей 49 наукової конференції УжДУ. — Ужгород, 1995. — С. 15-18.
- Ніколайчук В. І., Рошко В. Г., Куруц Н. В. Концепція екологічного виховання в загальноосвітній школі і вузі // Тези доповідей 49 наукової конференції УжДУ. — Ужгород, 1995. — С. 64-65.
- Рошко В. Г., Куруц Н. В. Загальнопедагогічні основи екологічної освіти і виховання // Науковий вісник Ужгородського університету, серія Біологія, № 2. — Ужгород, 1995. — С. 12-15.
- Рошко В. Г., Роман В. В. Вплив електромагнітного поля ліній електропередач на покритонасінні рослини. // Науковий вісник Ужгородського університету, серія Біологія, № 4. — Ужгород, 1997. — С. 122—128.
- Рошко В. Г. Вплив антропогенізації природних екосистем на фауну пластинчастовусих жуків Закарпаття // Матеріали міжнародного регіонального семінару «Охорона довкілля». — Ужгород, 1997. — С. 211—212.
- Рошко В. Г., Роман В. В. Вплив електромагнітного поля ліній електропередач на деякі живі організми // Матеріали міжнародного регіонального семінару «охорона довкілля». — Ужгород, 1997. — С. 267—271.
- Грабовський О, Рошко В. До питання про вплив солей свинцю на рослинні організми // Матеріали міжнародного регіонального семінару «Охорона довкілля». — Ужгород, 1997. — С. 170—172.
- Рошко В. Г., Грабовський О. В. До питання про забруднення оточуючого середовища іонами металів // Науковий вісник Ужгородського університету, серія Біологія, № 5. — Ужгород, 1998. — С. 144—145.
- Рошко В. Г., Грабовський О. В. Оцінка забруднення важкими металами агроценозів, межуючих з автомагістралями // Матеріали науково-практичної конференції «Збереження флористичного різноманіття Карпатського регіону». — Синевир, 1998. — С. 130—132.
- Рошко В. Г., Деяк І. І., Ількова Н. П. Аналіз схожості скарабеїдофауни Закарпаття та суміжних регіонів. // Науковий вісник Ужгородського університету, серія Біологія, № 6 . — Ужгород, 1999. — С. 153—157.
- Рошко В. Г., Грабовський О. В. Оцінка забруднення важкими металами агроценозів, межуючих з автомагістралями. // Науковий вісник Ужгородського університету, серія Біологія, № 6. — Ужгород, 1999. — С. 259—262.
- Роман В. В., Рошко В. Г. До проблеми біологічного впливу електромагнітного поля на живі організми. // Науковий вісник Ужгородського університету, серія Біологія, № 6. — Ужгород, 1999. — С. 262—265.
- Деяк І. І., Любушко В. В., Рошко В. Г. Стан забруднення урболандшафту міста Ужгород (Україна) важкими металами // Науковий вісник Ужгородського університету, серія Біологія, № 7. — Ужгород, 2000. — С. 144—146.
- Грабовський О. В., Рошко В. Г., Ніколайчук В. І. Акумуляція важких металів ґрунтом та рослинністю в умовах значного автотранспортного навантаження // Науковий вісник Ужгородського університету, серія Біологія, № 8. — Ужгород, 2000. — С. 158—160.
- Рошко В. Г., Вагерич О. О. Комплекс комах — шкідників виноградної лози в умовах низовини Закарпаття. // Материалы международного семинара по биологическому методу защиты плодовоягодных насаждений. — Ужгород: Патент, 2000, — С. 87-90.
- Рошко В. Г., Грабовський О. В. Ентомофауна як біоіндикатор важких металів на примагістральних територіях // Тези міжнародної конференції «Проблеми сучасної екології». — Запоріжжя, 2000. — С. 12.
- Рошко В. Г., Грабовський О. В. До проблеми забруднення агроценозів важкими металами в умовах Закарпаття // Сучасні екологічні проблеми Українського Полісся та суміжних територій (матер. Міжнародн. Нук.-практ. Конф. — Ніжин, 2001. — С. 102—104.
- Ніколайчук В. І., Рошко В. Г., Грабовський О. В. Важкі метали та їх вплив на екологічну ситуацію в Закарпатській області // Науковий вісник Ужгородського університету, серія Біологія, № 9. — Ужгород, 2001. — С. 30-32.
- Рошко В. Г., Грабовський О. В. Важкі метали та їх вплив на екологічний стан Закарпатської області // Матеріали міжнародної конференції «Гори і люди», т. ІІ. — Рахів, 2002. — С. 142—147.
- Рошко В. Г., Крочко В. Ю., Чумак В. О., Ребрей В. В., Вагерич О. О. Підсумки дослідження шкідливої ентомофауни Закарпаття // Науковий вісник Ужгородського університету, серія Біологія, 12. — Ужгород, 2003. — С. 110—126.
- Торохтін М. О., Рошко В. Г. Стан забруднення важкими металами ґрунтів, рослинних і тваринних компонентів заплавних екосистем ділянки р. Тиса в умовах Хустського району Закарпатської області // Науковий вісник Ужгородського університету, серія Біологія, 13. — Ужгород, 2003. — С. 96-98.
- Рошко В. Г., Грабовський О. В. Реакція безхребетних придорожних біоценозів на підвищений вміст важких металів // VI з'їзд Українського ентомологічного товариства. — Ніжин, 2003. — С. 107.
- Roshko V.H. Hemiptera-complex of beech forests in Transcarpathia // Natural Forests in the Temperate Zone of Europe — Values and Utilisation (International Conference in Mukachevo). — Birmensdorf — Rakhiv, 2003. — P. 240—241.
- Рошко В. Г. Ентомокомплекси напівтвердокрилих комах (Hemiptera) основних лучних рослинних асоціацій субальпіки Українських Карпат //Науковий вісник Ужгородського університету, серія Біологія, 14. — Ужгород, 2004. — С. 165—168.
- Крон А. А., Рошко В. Г. Вплив електромагнітного поля ліній електропередач високої напруги на живі організми в умовах урболандшафту //Науковий вісник Ужгородського університету, серія Біологія, 17. — Ужгород, 2005. — С. 64-66.
- Волошин О. І., Крон А. А., Рошко В. Г. Загальний характер впливу електромагнітного поля ліній електропередач високої напруги на членистоногих тварин //Науковий вісник Ужгородського університету, серія Біологія, 19. — Ужгород, 2006. — С. 207—210.
- Мателешко О. Ю., Рошко В. Г. Твердокрилі (Insecta, Coleoptera) м. Ужгорода //Науковий вісник Ужгородського університету, серія Біологія, 19. — Ужгород, 2006. — С. 231—242.
- Рошко В. Г., Сымочко Л. Ю., Волошин О. И., Крон А. А. Влияние электромагнитного поля на функционирование разных эколого-трофических групп почвенных микроорганизмов //Экотоксикология: Современные биоаналитические системы, методы и технологии. — Тула-Пущино, 2006. — С. 127.
- Arpad A. Kron, Olesja I. Voloshyn, Volodimir H. Roshko Response of some groups of Arthropoda to electromagnetic field effect of high-voltage power transmission lines //Landscape Architecture and Spatial Planning as the Basic Element in the Protection of Native Species. — Tuczno (Poland), 2007. — p. 108-113.
- Симочко Л. Ю., Крон А. А., Рошко В. Г. Вплив електромагнітного поля на біологічну активність ґрунту //Екологія: наука, освіта, природоохоронна діяльність: Матеріали міжнародної науково-практичної конференції. — К: Науковий світ, 2007. — с. 63-64.
- Symochko L., Roshko V. Influence of Electromagnetic Field on the Functioning of Microbial Soil Cenosis //Modern Problems of Microbiology and Biotechnology: Book of abstracts. — Odesa: Astroprint, 2007. — p. 25.
- Волошин О. І., Крон А. А., Рошко В. Г. Вплив електромагнітного поля ліній електропередач високої напруги на окремі морфологічні показники покритонасінних рослин //Науковий вісник Ужгородського університету, серія Біологія, 22. — Ужгород, 2008. — С. 118—121.
- Крон А. А., Волошин О. І., Меламуд В. В., Рошко В. Г. Загальний характер впливу електромагнітного поля ліній електропередач високої напруги на ґрунтових кліщів (Arachnida, Acarina) //Науковий вісник Ужгородського університету, серія Біологія, 23. — Ужгород, 2008. — С. 174—179.
- Волошин О. І., Маргітай Л. Г., Рошко В. Г., Крон А. А. Динаміка накопичення фотосинтезуючих пігментів покритонасінними рослинами в умовах хронічного електромагнітного стресу //Охорона та раціональне використання природних ресурсів Українських Карпат: тези доповідей регіональної науково-практичної конференції, Колочава Закарпатської області. — Ужгород, 2008. — С. 22-23.
- Крон А. А., Рошко В. Г., Волошин О. І. Оцінка чисельності дрібних ссавців (Micromammalia) в зоні дії електромагнітного поля ліній електропередач високої напруги // Охорона та раціональне використання природних ресурсів Українських Карпат: тези доповідей регіональної науково-практичної конференції, Колочава Закарпатської області. — Ужгород, 2008. — С. 68-69.
- Крон А. А., Рошко В. Г. Влияние электромагнитного поля линий электропередач высокого напряжения на пространственное распределение насекомых //Труды Ставропольского отделения Русского энтомологического общества. Вып. 4: материалы Международной научно-практической конференции. — Ставрополь: АГРУС, 2008. — С. 208—211.
- Крон А. А., Рошко В. Г. Реакції угруповань дрібних ссавців (Micromammalia) на вплив електромагнітного поля ліній електропередач високої напруги //Науковий вісник Чернівецького університету: Збірник наукових праць. — Вип. 416: Біологія. — Чернівці: Рута, 2008. — С. 94-99.
- Маргітай Л., Волошин О., Рошко В., Крон А. Вплив електромагнітного поля ліній електропередач високої напруги на кількісні показники фотосинтезуючих пігментів покритонасінних рослин //Вісник Львівського університету, Серія біологічна. Вип. 47. — Львів, 2008. — С. 153—159.
- Varga J., Naar Z., Roshko V. Influence of microhabitat on the selection of Collembolan species Tomocerus longicornis (Mull.) among fungi available in moss cushion //Науковий вісник Ужгородського університету, серія Біологія, 25. — Ужгород, 2009. — С. 164—166.
- Рошко В. Г. Ужгородські ентомологічні читання //Матеріали міжнародної конференції присвяченої 20-ти річчю створення НПП «Синевир» (1-3 жовтня 2009 р., Синевир, Україна). — Синевир, 2009. — С. 94-95.
- Крон А. А., Рошко В. Г., Капрусь І. Я. Реакція угруповань колембол (Collembola) на хронічний електромагнітний стрес //Матеріали міжнародної конференції присвяченої 20-ти річчю створення НПП «Синевир» (1-3 жовтня 2009 р., Синевир, Україна). — Синевир, 2009. — С. 120—121.

### Публікації про університет та його науковців
- Рошко В. Г. Історія біологічного факультету Ужгородського національного університету. — Ужгород: Мистецька лінія, 2004. — 140 с.
- Колесник О. Б., Рошко В. Г. Ужгородський національний університет. Біологічний факультет. — Ужгород: Мистецька лінія, 2004. — 12 с.
- Рошко В. Г. Гаврило Михайлович Рошко: 80-річчя з дня народження науковця, фауніста, еколога (1925—1979) //Календар краєзнавчих пам'ятних дат на 2005 рік: Рекомендаційний бібліографічний посібник. — Ужгород: вид-во В.Падяка, 2004. — С. 140—142.
- Рошко В. Г. Пам'яті ужгородського ентомолога І. І. Бокотея //Науковий вісник Ужгородського університету, серія Біологія, 23. — Ужгород, 2008. — С. 268—269.
- Рошко В. Г. Пам'яті ужгородського ентомолога В. О. Добея //Науковий вісник Ужгородського університету, серія Біологія, 26. — Ужгород, 2009. — С. 245—246.

### методична література
- Понін І. Я., Рошко В. Г. Основи наукових досліджень (Методичні вказівки для студентів ІІІ-го курсу біологічного факультету). — Ужгород, 1992. — 29 с.
- Рошко В. Г., Куруц Н. В. Еволюційне вчення. (Методичні вказівки до практичних занять з біології для слухачів підготовчого відділення). — Ужгород, 1994. — 22 с.
- Рошко В. Г., Добей В. О. Ряд Лускокрилі — Lepidoptera (Методичний посібник з великого практикуму для студентів 4 курсу біологічного факультету). — Ужгород, 1995. — 17 с.
- Куруц Н. В., Рошко В. Г. Основи екології (основні поняття). Для студентів природничих і гуманітарних факультетів. — Ужгород, 1995. — 39 с.
- Куруц Н. В., Рошко В. Г. Основи екології (основні поняття). Довідник для студентів природничих і гуманітарних факультетів. — Ужгород, 1995. — 39 с.
- Рошко В. Г., Сагарда В. В. Стратегія екологічної освіти школярів // Проблеми післядипломної освіти // Матеріали Всеукраїнської науково-практичної конференції. — Ужгород, 1996. — С. 140—143.
- Сагарда В., Рошко В. Стратегія екологічної освіти юнацтва // Культура і екологія юнацтва. — Хмельницький, 1996 — С. 137—139.
- Ніколайчук В. І., Рошко В. Г., Куруц Н. В. Концепція екологічної освіти та виховання в загальноосвітній та вищій школах // Науковий вісник Ужгородського університету, серія Біологія, № 4. — Ужгород, 1997. — С. 3-8.
- Крочко В. Ю., Рошко В. Г. Лабораторний практикум з ентомології (для студентів біологічного факультету УжДУ). — Ужгород, 1999. — 56 с.
- Понін І. Я., Рошко В. Г., Крочко В. Ю. Методичні вказівки з курсу «Основи наукових досліджень». — Ужгород: УжНУ, 1999. — 30 с.
- Рошко В. Г., Грабовський О. В. Тлумачний словник екологічної та природоохоронної тематики (термінології). — Ужгород, 2000. — 42 с.
- Рошко В. Г. Методичні вказівки до семінарських занять і завдань самостійної роботи студентів з дисципліни «Теоретичні основи охорони і раціонального використання тваринного світу». — Ужгород: УжНУ, 2002. — 25 с.
- Рошко В. Г., Чумак В. О. Методичні вказівки до написання і оформлення курсових та дипломних робіт для студентів біологічного факультету, спеціалізації «Ентомологія». — Ужгород: УжНУ, 2002. — 35 с.
- Корчинський О. В., Петрусь Ю. Ю., Рошко В. Г., Фаринець С. І. Конкурсні тестові завдання для вступників. Біологія. — Ужгород: Патент, 2002. — 127 с.
- Корчинський О. В., Петрус Ю. Ю., Рошко В. Г. Конкурсні тестові тестові завдання для вступників: Біологія. — Ужгород: ІВА, 2004. — 164 с.
- Рошко В. Г., Корчинський О. В., Петрус Ю. Ю., Фекета В. П. Конкурсні тестові завдання для вступників. Біологія. — Ужгород: Ужгородський національний університет, 2006. — 256 с.
- Корчинський О. В., Петрус Ю. Ю., Рошко В. Г. Конкурсні тестові завдання для вступників. Біологія. . Ужгород, 2005. — 194 с.
- Рошко В. Г., Ловас П. С., Чумак В. О., Мірутенко В. В., Мателешко О. Ю., Демчинська М. І. Медична біологія. Паразитологія з основами антропогенезу та екології людини (тестові завдання). — Ужгород: Говерла, 2007. — 99 с.
- Рошко В. Г., Корчинський О. В., Петрус Ю. Ю., Фекета В. П. Конкурсні тестові завдання для вступників. Біологія. — Ужгород: Говерла, 2007. — 256 с.
- Рошко В. Г., Корчинський О. В., Петрус Ю. Ю., Фекета В. П. Конкурсні тестові завдання для вступників. Біологія. — Ужгород: Говерла, 2008. — 256 с.

## Художні твори
- Рошко В. Г. Я дуркаву у ваші двері: Збірка русинської поезії. — Ужгород: Вид-во ФОП Бреза А. Е., 2015.-190 с.